# Oncostemum microphyllum
Oncostemum microphyllum är en viveväxtart som beskrevs av Carl Christian Mez. Oncostemum microphyllum ingår i släktet Oncostemum och familjen viveväxter. Inga underarter finns listade i Catalogue of Life.